# Loučka (Zlíni járás)
Loučka település Csehországban, a Zlíni járásban. Loučka Haluzice, Vizovice, Újezd, Lipová és Slopné településekkel határos. Lakosainak száma 431 fő (2024. január 1.).

## Népesség
A település lakosságának változását az alábbi diagram mutatja:
| Lakosok száma | 440  | 434  | 419  | 426  | 398  | 483  | 503  | 482  | 436  | 431  |
|               | 1869 | 1890 | 1921 | 1950 | 1980 | 2001 | 2017 | 2019 | 2022 | 2024 |